# Edward et Henry Schnell
 (décembre 2010).
Si vous disposez d'ouvrages ou d'articles de référence ou si vous connaissez des sites web de qualité traitant du thème abordé ici, merci de compléter l'article en donnant les références utiles à sa vérifiabilité et en les liant à la section « Notes et références ».
Pour les articles homonymes, voir Schnell.

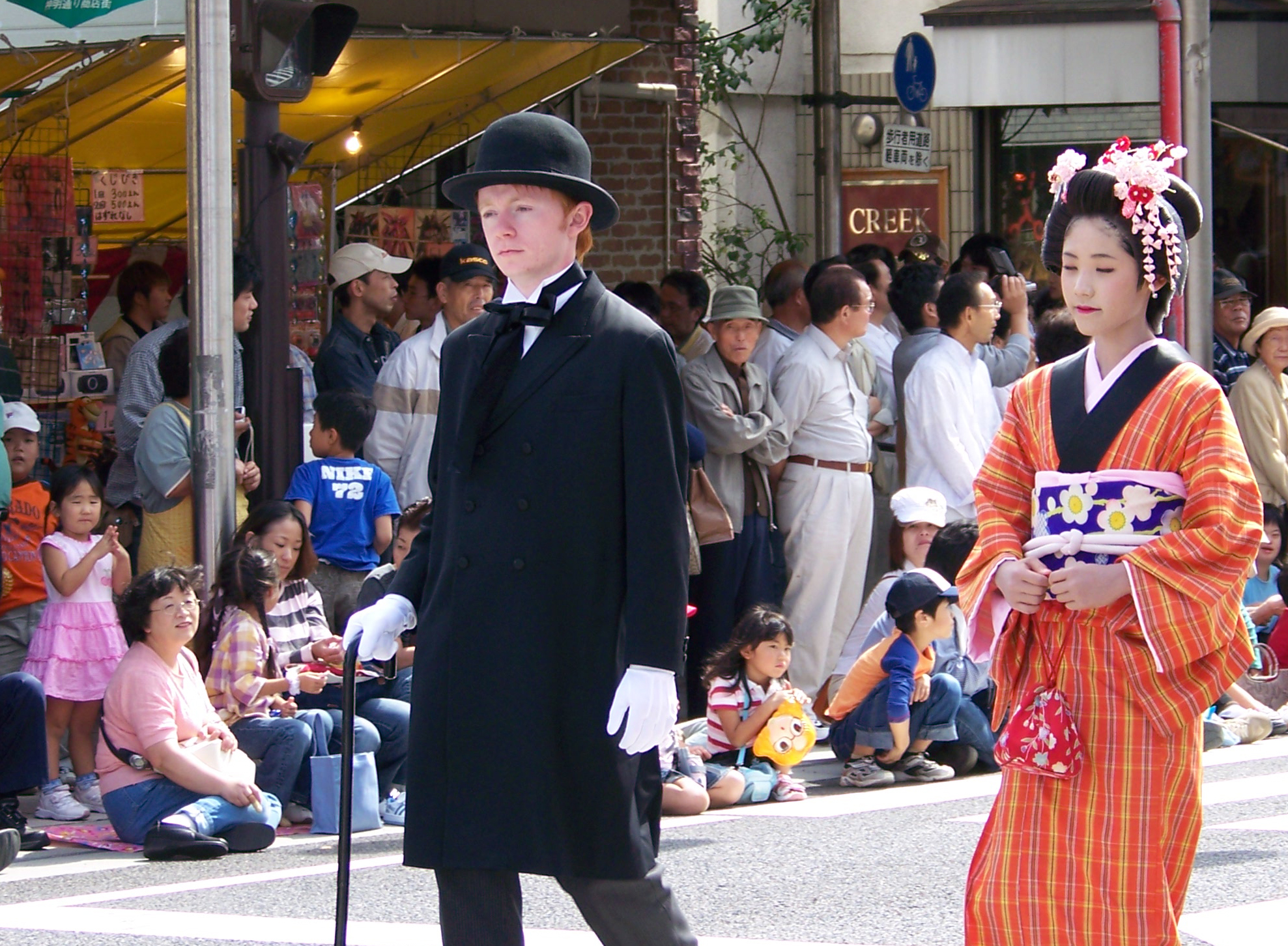
Reconstitution d'Henry Schnell en 2006 lors de la Parade du Clan Aizu à Aizuwakamatsu

Edward et Henry Schnell sont deux frères d'origine germano-hollandaise, marchands d'armes actifs au Japon durant la seconde moitié du XIXe siècle.

## Arrivée au Japon
Après l'ouverture forcée de Yokohama au commerce extérieur, Edward, qui dans les années 1850 avait servi dans l'armée prussienne et savait parler le malais, est arrivé plus tard au Japon en 1862, car il avait un fils de sept ans de son épouse japonaise Tsugonusuke Kawai en 1869. Il est également enregistré comme propriétaire de la parcelle de terrain « numéro 44 » à Yokohama. Il s'est associé au marchand suisse de montres Perregeux jusqu'en 1867 vraisemblablement. Henry a servi de secrétaire et de traducteur au consul prussien Max von Brandt.
Lors d'un trajet dans une voiture ouverte vers Edo en septembre 1867, les frères ont été attaqués par des samouraïs anti-étrangers de Numata, suivant la politique du Sonnō jōi. Un des agresseurs a été blessé à la poitrine mais est parvenu à s'échapper, tandis qu'une balle perdue a touché un passant innocent. Les gardes du corps japonais fournis par le Bakufu sont restés inactifs. Von Brandt a exigé que les agresseurs soient tous exécutés, ce que le gaikoku bugyō ne consentit pas. Après bien des querelles diplomatiques, le consul de Prusse, se rendant compte qu'il n'avait pas les moyens militaires nécessaires, a laissé aux autorités compétentes du Han le soin de décider d'une punition appropriée.

## Guerre de Boshin
Durant la guerre de Boshin, en 1868-1869. Henry a conseillé le Daimyo de Nagaoka, à Niigata, à qui il a vendu deux mitrailleuses Gatling (une seule existe encore de nos jours), 2 000 fusils français, et divers autres armements. Des troupes ont saisi l'entrepôt d'Edward à Niigata en 1869. Grâce à un compromis négocié par le consul hollandais, il a reçu la compensation de 40 000 dollars en 1873. Apparemment, il aurait perdu cet argent dans des investissements en Allemagne pendant les crises économiques de la fin des années 1870.
Edward et Henry Schnell ont également servi le domaine d'Aizu comme instructeurs militaires et fournisseurs d'armes. Edward a reçu le nom japonais Buhei Hiramatsu (平松武 兵衛, Hiramatsu Buhei), qui inverse les caractères du nom du daimyo Matsudaira (松平). Hiramatsu (Schnell) a eu le droit d'utiliser des épées, ainsi que d'avoir une résidence dans la ville fortifiée d'Aizuwakamatsu, une épouse japonaise (la fille d'un serviteur de Shōnai), et des serviteurs. Dans beaucoup de références contemporaines, il est dépeint comme portant un kimono, un pardessus, et des épées, avec un pantalon d'équitation et des bottes occidentales.

## Départs
Après la défaite d'Aizu, Henry, son épouse japonaise et environ deux douzaines de samouraïs mécontents se sont établis sur un terrain de 600 acres en Californie. La Wakamatsu Tea and Silk Colony (若松コロニー, Wakamatsu koronī, lit. « Colonie de soie et de thé de Wakamatsu »), du nom de la ville d'Aizuwakamatsu, dans ce qui est de nos jours le comté d'El Dorado n'était pas économiquement viable, principalement parce que les samouraïs n'avaient pas les qualifications nécessaires (et aussi sociales) pour travailler la terre. Après deux ans, Henry Schnell, son épouse et sa fille disparurent sans laisser de trace.
Depuis 1969, ce premier établissement japonais aux États-Unis est marqué par une plaque commémorative. En novembre 2010, l'emplacement a été acheté par une société de conservation des terres qui envisage d'y construire un musée.
Chūnosuke Kawashima a rapporté avoir rencontré Edward à Genève en 1885.